# Новата
Новата (англ. Nowata) — город и административный центр одноимённого округа в штате Оклахома в Соединённых Штатах Америки. По данным переписи 2020 года, население города составляло 3 517 человек.

## История
В 1889 году Kansas and Arkansas Valley Railway (позже ставшая частью Missouri Pacific Railway) построила железнодорожную линию, проходившую через место, где сейчас расположен город. Новата служила транзитной станцией для коренных американцев Востока, которых федеральное правительство принуждало переселяться на Индейскую территорию. Индейцы ленапе называли город «нувита» (приблизительно произносится как «но-ве-а-та»), что означает «дружелюбный» или «гостеприимство». На языке индейцев чероки город назывался ᎠᎹᏗᎧᏂᎬᎬ (приблизительно звучит как «а-ма-ди-ка-ни-гун-гун»), что означает «вся вода ушла» или «нет воды». 8 ноября 1889 года в было открыто почтовое отделение. 17 апреля 1899 года жители проголосовали за создание города. Первоначально город получил название Мец, в честь первого почтмейстера Фреда Мецнера. К 1900 году в городе проживало 498 человек.
В 1904 году неподалеку от города были обнаружены нефть и газ, что привело к его экономическому подъему. Обнаруженные в Новате залежи находятся ближе всего к поверхности в мире. К 1906 году суточная максимальная суточная добыча нефти составляла около 53 000 баррелей в день. Большая часть местной инфраструктуры связана с нефтяной промышленностью, при этом некоторые скважины продолжают давать нефть и по сей день, но экономика города стало более диверсифицирована.
Когда 16 ноября 1907 года Оклахома стала штатом, был создан округ Новата, названный в честь города, который стал административным центром округа. К тому времени население Новаты возросло до 2 233 человек. В 1912 году было построено здание окружного суда, которое используется в настоящее время. 23 августа 1984 года оно было занесено в Национальный реестр исторических мест, став первым таким объектом в округе. 29 сентября 1916 года толпа вывела из тюрьмы двух мужчин, обвинённых в убийстве помощника шерифа, и линчевала их перед зданием суда. Пик численности населения города пришёлся на 1920 год, когда в нём проживало 4435 человек. Он стал южной конечной станцией Union Electric Railway, которая продолжала обслуживать город до 1948 года.